# Ejido Guadalupe Victoria
Ejido Guadalupe Victoria är en ort i Mexiko.   Den ligger i kommunen San Juan Evangelista och delstaten Veracruz, i den sydöstra delen av landet, 500 km öster om huvudstaden Mexico City. Ejido Guadalupe Victoria ligger 84 meter över havet och antalet invånare är 561.
Terrängen runt Ejido Guadalupe Victoria är huvudsakligen platt. Ejido Guadalupe Victoria ligger uppe på en höjd. Runt Ejido Guadalupe Victoria är det glesbefolkat, med 10 invånare per kvadratkilometer. Närmaste större samhälle är El Paraíso, 15,3 km söder om Ejido Guadalupe Victoria. Omgivningarna runt Ejido Guadalupe Victoria är en mosaik av jordbruksmark och naturlig växtlighet.